# 李宜樺
李宜樺（2002年2月1日—）為臺灣女子籃球運動員，來自花蓮乙組球隊國風國中，高中加入普門高中，國中時主打得分後衛，升上高中轉向控球後衛發展，2018年當選U18亞青女籃賽國手，大學進入佛光大學就讀。
妹妹李宜庭同為籃球運動員。

## 外部連結
- 李宜樺在fiba.basketball（英语）
- 李宜樺在Eurobasket.com（球員）（英语）